# Podstene (Čabar)
 Podstene  falu Horvátországban, a Tengermellék-Hegyvidék megyében. Közigazgatásilag Čabarhoz tartozik.

## Fekvése
Fiumétól 30 km-re északkeletre, községközpontjától 8 km-re délkeletre, a horvát Hegyvidék nyugati részén fekszik.

## Története
A településnek 1857-ben 79, 1910-ben 44 lakosa volt. A trianoni békeszerződésig Modrus-Fiume vármegye Čabari járásához tartozott. 2011-ben 17 lakosa volt.

## Lakosság
| Lakosság változása | Lakosság változása | Lakosság változása | Lakosság változása | Lakosság változása | Lakosság változása | Lakosság változása | Lakosság változása | Lakosság változása | Lakosság változása | Lakosság változása | Lakosság változása | Lakosság változása | Lakosság változása | Lakosság változása | Lakosság változása |
| ------------------ | ------------------ | ------------------ | ------------------ | ------------------ | ------------------ | ------------------ | ------------------ | ------------------ | ------------------ | ------------------ | ------------------ | ------------------ | ------------------ | ------------------ | ------------------ |
| 1857               | 1869               | 1880               | 1890               | 1900               | 1910               | 1921               | 1931               | 1948               | 1953               | 1961               | 1971               | 1981               | 1991               | 2001               | 2011               |
| 79                 | 62                 | 38                 | 54                 | 55                 | 44                 | 43                 | 45                 | 31                 | 30                 | 41                 | 41                 | 17                 | 21                 | 18                 | 17                 |